# Кинтайл
Кинта́йл (гэльск. Ceann Tàile «голова двух морей»; англ. Kintail) — историческая область на северо-западе Шотландии на побережье проливов, отделяющих остров Скай от главного острова Великобритании. Собственно Кинтайл — небольшая территория между фьордами Лох-Лонг и Лох-Дуйх, однако в историческую область Кинтайла включают также полуостров Лоха́лш, обращенный к острову Скай. В настоящее время этот регион входит в состав области Хайленд.
Крупнейший населенный пункт Кинтайла — Кайл-оф-Лохалш (ок. 1 тыс. чел.), конечный пункт железнодорожной ветки и место переправы на остров Скай. Исторический центр региона — средневековый замок Эйлин-Донан, одна из «визитных карточек» горной Шотландии. Кинтайл представляет собой один из наиболее живописных регионов Шотландии: горные гряды (высоты до 1000 м) почти отвесно обрываются к узким проливам и фьордам, здесь также много водопадов (в частности, один из крупнейших в Великобритании, водопад Гломах (113 м)).
В 1266 г. земли Кинтайла были дарованы королём Шотландии Александром III ирландскому барону Колину Фицджеральду за его помощь, оказанную против норвежского флота в битве при Ларгсе. Потомки Колина Фицджеральда стали родоначальниками рода Макензи, одного из важнейших шотландских кланов. Макензи стали доминировать в Кинтайле с XIV века, когда им был передан королевский замок Эйлен-Донан. Их влияние в северо-западной Шотландии особенно усилилось в конце XV века, когда после падения Мак-Дональдов, лордов Островов, в регионе образовался вакуум власти. Постепенно Макензи распространили свою власть на большую часть Россшира. В 1623 г. глава клана получил от короля титул графа Сифорта. В конце XVII—XVIII века Макензи стали одними из лидеров якобитов и использовали свои позиции в Кинтайле для организации вторжений в Шотландию с целью реставрации Стюартов. Так в 1715 г. граф Сифорт стал генерал-лейтенантом якобитских сил Северной Шотландии, а в 1719 г. он предоставил Эйлен-Донан для высадки испанского экспедиционного корпуса, однако английский флот смог воспрепятствовать этому.